# كاتدرائية بيزا
كاتدرائية بيزا (بالإيطالية: Cattedrale Metropolitana Primaziale di Santa Maria Assunta; Duomo di Pisa)‏ هي كاتدرائية كاثوليكية رومانية من القرون الوسطى مكرسة لانتقال السيدة العذراء مريم،تقع في ساحة دي ميراكولي في مدينة بيزا في إيطاليا، و تعتبر أقدم المباني الثلاثة في الساحة تليها معمودية بيزا و برج بيزا المائل أو برج الأجراس. تعتبر الكاتدرائية مثالاً بارزًا للهندسة المعمارية الرومانية، ولا سيما الطراز المعروف باسم بيزان رومانسكي (Pisan Romanesque).  تم تكريسها عام 1118، وهو مقر رئيس أساقفة بيزا. بدأت أعمال البناء عام 1063 واكتملت عام 1092. تم بناء توسعات إضافية وواجهة جديدة في القرن الثاني عشر وتم استبدال السقف بعد الأضرار الناجمة عن حريق عام 1595.

## تاريخ

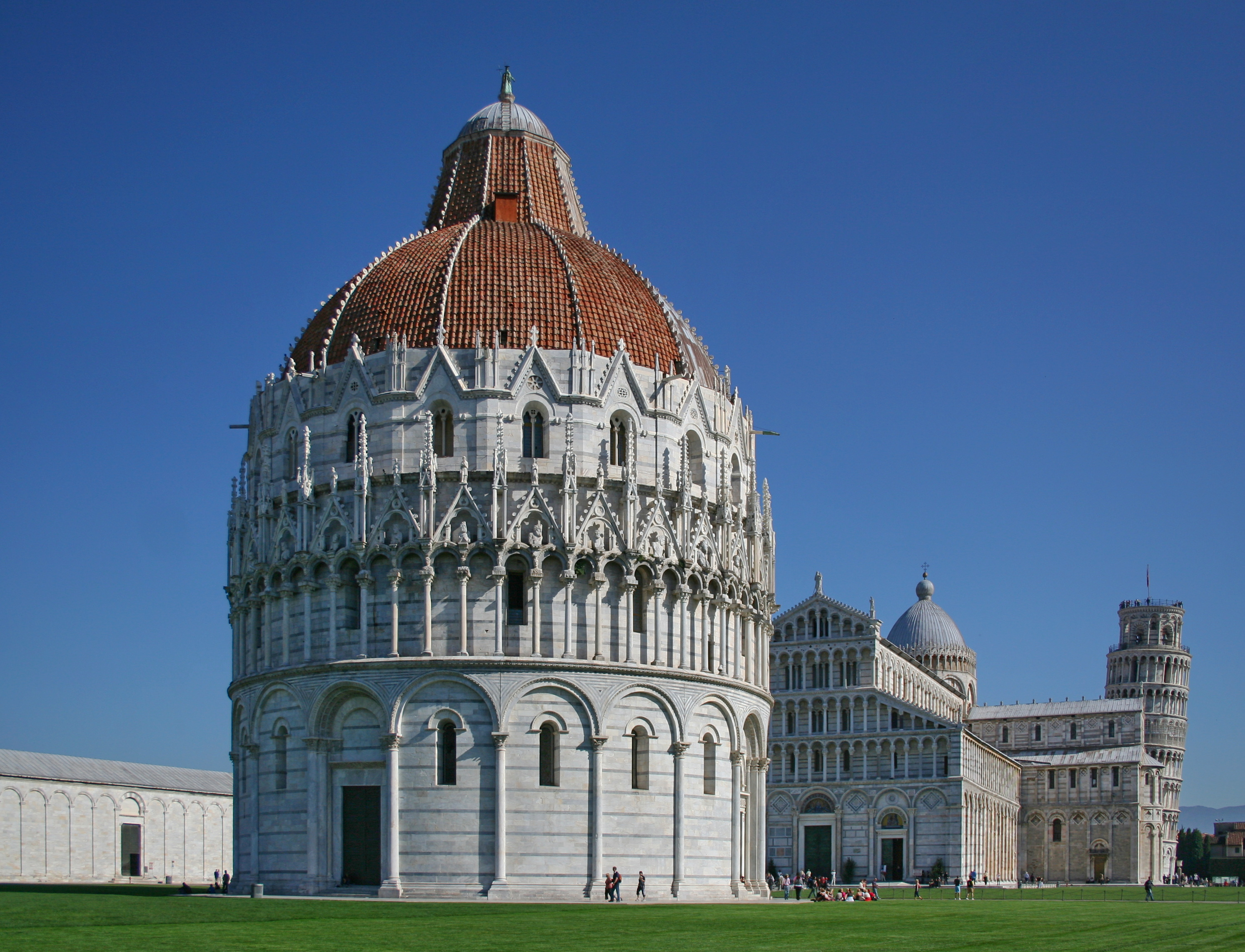
معمودية بيزا مع الكاتدرائية وبرج بيزا المائل

بدأ بناء الكاتدرائية عام 1063 (1064 حسب التقويم البيزاني في ذلك الوقت) على يد المهندس المعماري بوشيتو، وتم دفع النفقات باستخدام الغنائم التي تم الحصول عليها من القتال ضد المسلمين في صقلية عام 1063. وفي نفس العام، بدأت كاتدرائية القديس مرقس في إعادة إعمارها في مدينة البندقية، وهو دليل على التنافس القوي بين الجمهوريتين البحريتين لمعرفة أيهما يمكن أن يخلق أجمل وأفخم مكان للعبادة.
صبت أجنحة الباب حوالي عام 1180 بواسطة بونانو بيسانو، وهو الباب الوحيد الذي لم يتم تدميره في عام 1595. تُظهر النقوش البرونزية الـ 24 قصصًا من العهد الجديد. هذه البوابة البرونزية هي واحدة من أولى الأبواب التي تم إنتاجها في إيطاليا خلال العصور الوسطى، وهي سابقة للأبواب البرونزية التي أنشأها أندريا بيسانو للمعمودية في فلورنسا (1329-1336).

## معرض صور
|  |  |  |  |
|  |  |  |  |
|  |  |  |  |
|  |  |  |  |

## روابط خارجية
- أماكن الإيمان في توسكانا (باللغتين الإيطالية والإنجليزية)

- النوافذ الزجاجية الملونة لكاتدرائية بيزا (باللغة الإيطالية)